# 大爆笑!!人生劇場
『大爆笑　人生劇場』（だいばくしょう　じんせいげきじょう）は、タイトーから1992年12月25日に発売されたスーパーファミコン用ゲームソフトである。

## ゲーム内容
顔を決め、ルーレットを回す。幼稚園、小学校、中学校、高校、大学、社会人、老人のイベントを周り、1番所持金を稼いだ者が優勝。今までの人生劇場と変わらないが人生劇場の最大の魅力であった、顔のパーツが少ない上デザインも無難、年を経るごとに表情が変化していく事もなくイベントも少ない。
また大きく所持金が明暗を分けるのは、各時代で1番乗りしたプレイヤーのみが回せるルーレットによって決まる（後半になればなるほど増額が多い）為、事実上普通のすごろくのような1等賞を争うだけの単調なゲーム展開になってしまっており、アイテムも自身の進行促進や相手の進行妨害に関する道具がメインである。
それに伴い、老年期を除いて各時代でプレイヤーが1番乗りした時点で、他プレイヤーも次の時代へと強制移動させられる。

## スタッフ
- グラフィックデザイン：山縣明、多田ナツコ、植草由美子、川石徹、斎藤慎、金子陽子、園田誠
- サウンド：田中光人
- プログラム：山藤武志、木村俊章、阿部真一、田中貢、しらとまなぶ
- ゲームデザイン：米光一成
- キャラクター・パッケージデザイン：TONG KING SHOW

## 評価
ゲーム誌『ファミコン通信』の「クロスレビュー」では、6・4・4・5の合計19点（満40点）、『ファミリーコンピュータMagazine』の読者投票による「ゲーム通信簿」での評価は以下の通りとなっており、20.44点（満30点）となっている。この得点はスーパーファミコン全ソフトの中で167位（323本中、1993年時点）となっている。
| 項目 | キャラクタ | 音楽 | 操作性 | 熱中度 | お買得度 | オリジナリティ | 総合  |
| 得点 | 3.85       | 3.32 | 3.57   | 3.31   | 3.02     | 3.36           | 20.44 |

ゲーム誌『Theスーパーファミコン』の「ザ・テストプレイ」では総合評価58点（100点満点、各種ポイントの評価は以下の通り）。レビュアーはイベントの内容についてナンセンス系ギャグについていけずタイトルのように「爆笑」まではできなかったとする者と肯定的だった者で分かれ、パラメータの変化は前作よりわかりにくい、前作より対象年齢を下げていて大人だけで遊ぶと楽しめないとした者と誰でもすぐ遊べるとした者で分かれ、多人数プレイ向けのゲームだとした。
| 項目   | グラフィックス | サウンド | ハマリ度 | ゲームバランス | お買い得度 |
| スコア | ★★★            | ★★★      | ★★       | ★★★★           | ★★★        |